# Meranoplus rugosus
Meranoplus rugosus är en myrart som beskrevs av W. C. Crawley 1922. Meranoplus rugosus ingår i släktet Meranoplus och familjen myror. Inga underarter finns listade i Catalogue of Life.